# 太原市妇幼保健院
37°50′19″N 112°32′37″E / 37.83872°N 112.54373°E
太原市妇幼保健院，位于中华人民共和国山西省太原市的一家三级甲级妇幼保健院，地址位于太原市迎泽区南内环街149号。

## 沿革
前身是太原市妇幼保健所。1984年，太原市妇幼保健院成立，是首批国家级爱婴医院。1994年3月，经太原市卫生局批准，增挂太原市第六人民医院牌子。